# Église en bois de Ciuntești
L'église en bois de Ciuntești se situe dans le village de Ciuntești, dans la commune de Craiva, dans le județ d'Arad, en Roumanie. L'église a été construite en 1725,. L'église est inscrite comme monument historique sous le code AR-II-m-B-00595.